# Бессоновское сельское поселение (Белгородская область)
Бессоновское сельское поселение — муниципальное образование Белгородского района Белгородской области России.
Административный центр — село Бессоновка.

## География
Бессоновское сельское поселение граничит с Пушкарским, Стрелецким, Комсомольским, Веселолопанским, Краснооктябрьским и Щетиновским сельскими поселениями, а также с Борисовским районом.

## Население
| 2010  | 2011  | 2012  | 2013  | 2014  | 2015  | 2016  | 2017  | 2018  |
| ----- | ----- | ----- | ----- | ----- | ----- | ----- | ----- | ----- |
| 4844  | ↗4847 | ↘4821 | ↘4799 | ↘4762 | ↘4750 | ↘4715 | ↗4738 | ↘4679 |
| 2019  | 2020  | 2021  |       |       |       |       |       |       |
| ↘4657 | ↗4664 | ↘4648 |       |       |       |       |       |       |

## Состав сельского поселения
| № | Населённый пункт | Тип населённого пункта       | Население |
| - | ---------------- | ---------------------------- | --------- |
| 1 | Бессоновка       | село, административный центр | ↗3065     |
| 2 | Ближнее          | село                         | ↗342      |
| 3 | Быстрый          | хутор                        | ↗16       |
| 4 | Николаевка       | село                         | ↗131      |
| 5 | Орловка          | село                         | ↗393      |
| 6 | Солохи           | село                         | ↗638      |
| 7 | Чайки            | село                         | ↘259      |
| 8 | Хвостовка        | хутор                        | →0        |